# Znak menniczy

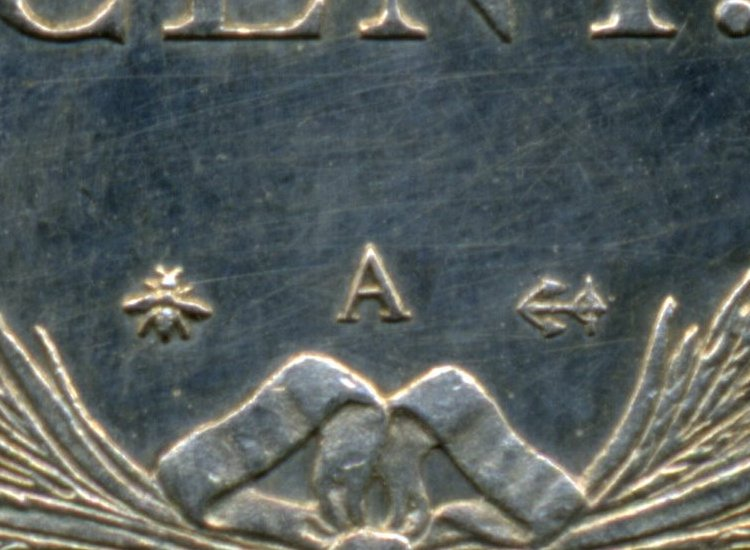
Znak menniczy (litera A) na francuskiej monecie

Znak menniczy – oznaczenie mennicy, w której została wybita moneta, jej pracowników – mincmistrzów, mincerzy i probierzy lub urzędników odpowiadających za skarb państwa. Znak wyrażany najczęściej w postaci jednej lub kilku liter umieszczanych na monecie, a także znak figuralny.

## Cesarstwo Rzymskie
Znaki mennicze zaczęły pojawiać się na monetach Cesarstwa Rzymskiego w połowie trzeciego wieku n.e. Z reguły znajdują się one na rewersie, w egzerdze. Nie miały one charakteru jednolitego - składały się z kilku elementów, ale nie wszystkie z nich były zawsze stosowane.
Obejmowały przede wszystkim oznaczenie mennicy. Oprócz tego, wskazywały często oficynę (podlegający danej mennicy warsztat, w którym moneta została wybita). Ponadto, w ramach znaku menniczego można znaleźć oznaczenie serii oraz różne symbole, które mogą wskazywać czas wybicia monety (a zarazem osobę odpowiedzialną za działanie warsztatu w danym czasie) oraz skrót od słów pecunia, moneta, sacra moneta itp..

## Francja
- A – Paryż,
- AA – Metz,
- ligatura AR – Arras,
- B – Rouen,
- B w okręgu – Bruksela (1939),
- B – Beaumont-le-Roger (1943-1958),
- BB – Strasburg,
- C – Saint-Lô,
- C – Caen,
- C – Castelsarrasin (1914, 1944–1946),
- CC – Besançon,
- CL – Genua,
- D – Lyon,
- E – Tours,
- F – Angers,
- G – Poitiers,
- G – Genewa (na monetach datowanych na lata 8-12 według francuskiego kalendarza republikańskiego),
- H – La Rochelle,
- I – Limoges,
- K – Bordeaux,
- L – Bajonna,
- L w koronie – Lille,
- M – Tuluza,
- M w koronie – Metz,
- monogram MA – Marsylia,
- N – Montpellier,
- O – Riom,
- P – Dijon,
- Q – Perpignan,
- R – Villeneuve St. André,
- R – Orlean,
- R – Londyn (1815),
- R w koronie – Rzym (1812-1813),
- S – Reims,
- S w koronie – Troyes,
- T – Nantes,
- V – Troyes,
- U – Turyn,
- W – Lille,
- W z kropką poniżej – Arras,
- X – Amiens,
- Y – Bourges,
- Z – Grenoble,
- & – Aix-en-Provence,
- 9 – Rennes,
- flaga na maszcie – Utrecht (1812-1813),
- gwiazda – Madryt (1946),
- piorun – Poissy (1922-1924).

## Niemcy i kraje niemieckie

### Kraje niemieckie przed zjednoczeniem Niemiec w 1871 roku
Przed zjednoczeniem, na terenie Niemiec istniało wiele mniejszych państw. Poniżej wymienione zostały przykłady znaków menniczych, które można znaleźć na monetach wybijanych do 1873 wraz ze wskazaniem krajów i terytoriów, dla których dana mennica biła monety.
- A – Berlin – monety dla Prus (1750-1873), Prus Wschodnich, Wielkiego Księstwa Poznańskiego (1816-1817), księstwa Hohenzollern-Sigmaringen pod panowaniem pruskim (1852), Fryzji Wschodniej pod panowaniem pruskim i innych krajów,
- A – Clausthal, obecnie Clausthal-Zellerfeld – dla Hanoweru,
- B – Bayreuth – dla Prus,
- B – Brunszwik – dla Westfalii,
- B – Hanower – dla Prus (1866-1873),
- B – Kłodzko – dla Prus (1813),
- B – Wrocław – dla Prus, Prus Południowych, Śląska, Wielkiego Księstwa Poznańskiego i Fryzji Wschodniej pod panowaniem pruskim,
- C – Clausthal, obecnie Clausthal-Zellerfeld – dla Westfalii,
- C – Kleve – dla Prus,
- D – Aurich – dla Prus i Fryzji Wschodniej pod panowaniem pruskim,
- D – Düsseldorf – dla Prus,
- E – Królewiec – dla Prus i Prus Wschodnich,
- F – Magdeburg – dla Prus i Fryzji Wschodniej pod panowaniem pruskim,
- G – Kłodzko – dla pruskiego Śląska (1807-1809),
- G – Szczecin – dla Prus (1753-1754),
- G – niezidentyfikowana mennica, prawdopodobnie Schwerin i Rethwisch – dla Prus (1763)[2],
- L – Lipsk – monety pruskie dla Elektoratu Saksonii i Polski (1753-1756 i 1760-1762),
- W – Wrocław – dla Prus (1743-1750),
- gwiazda – Drezno – dla Prus (1758-1759).

Oprócz znaków menniczych powyższego typu, na monetach krajów niemieckich można znaleźć liczne oznaczenia urzędników poszczególnych mennic, niekiedy również w postaci pojedynczych liter. Część emisji, jak na przykład większość drobnych monet Bawarii, żadnych znaków menniczych nie posiadała.

### Niemcy po zjednoczeniu w 1871 roku
Na monetach emisji ogólnoniemieckich, wydanych po zjednoczeniu Niemiec występują następujące znaki mennicze:
- A – Berlin,
- B – Hanower (1872-1878),
- B – Wiedeń (1938-1944),
- C – Frankfurt nad Menem (1872-1879),
- D – Monachium,
- E – Drezno (1872-1887),
- E – Muldenhütten, obecnie Freiberg (1887-1953),
- F – Stuttgart,
- G – Karlsruhe,
- H – Darmstadt (1872-1882),
- J – Hamburg.

W okresie cesarstwa umieszczano je najczęściej po obu stronach ogona orła niemieckiego (dwie takie same literki np. D D). Wyjątek stanowi tu 1/2 marki (od 1877), gdzie znak ten występował jako pojedyncza litera pod wieńcem oraz 25 fenigów, gdzie umieszczono go poniżej nominału. Na wyższych nominałach monet II Rzeszy, znajduje się on poniżej wizerunku monarchy lub herbu miasta.
Monety 10 fenigów z lat 1917-1922, 20 fenigów NRD z 1969 i 1971 oraz niektóre monety okolicznościowe NRD znaku menniczego w ogóle nie posiadają.

### Kolonie niemieckie
Monety Niemieckiej Afryki Wschodniej początkowo były bite w Berlinie na zlecenie Niemieckiej Spółki Wschodnioafrykańskiej i znaków menniczych nie posiadały. Pojawiły się one dopiero po przejęciu przez rząd niemiecki kwestii walutowych kolonii w 1902 i decymalizacji waluty w 1904. W latach 1904–1914 monety dla tej kolonii były bite w Berlinie i Hamburgu i posiadały właściwe im znaki mennicze. W roku 1916 wydano lokalną zastępczą serię monet oznaczonych znakiem menniczym T – Tabora.
Monety Nowej Gwinei Niemieckiej posiadały znak menniczy A (Berlin).
Monety Kiauczou nie posiadały znaku menniczego.

## Polska

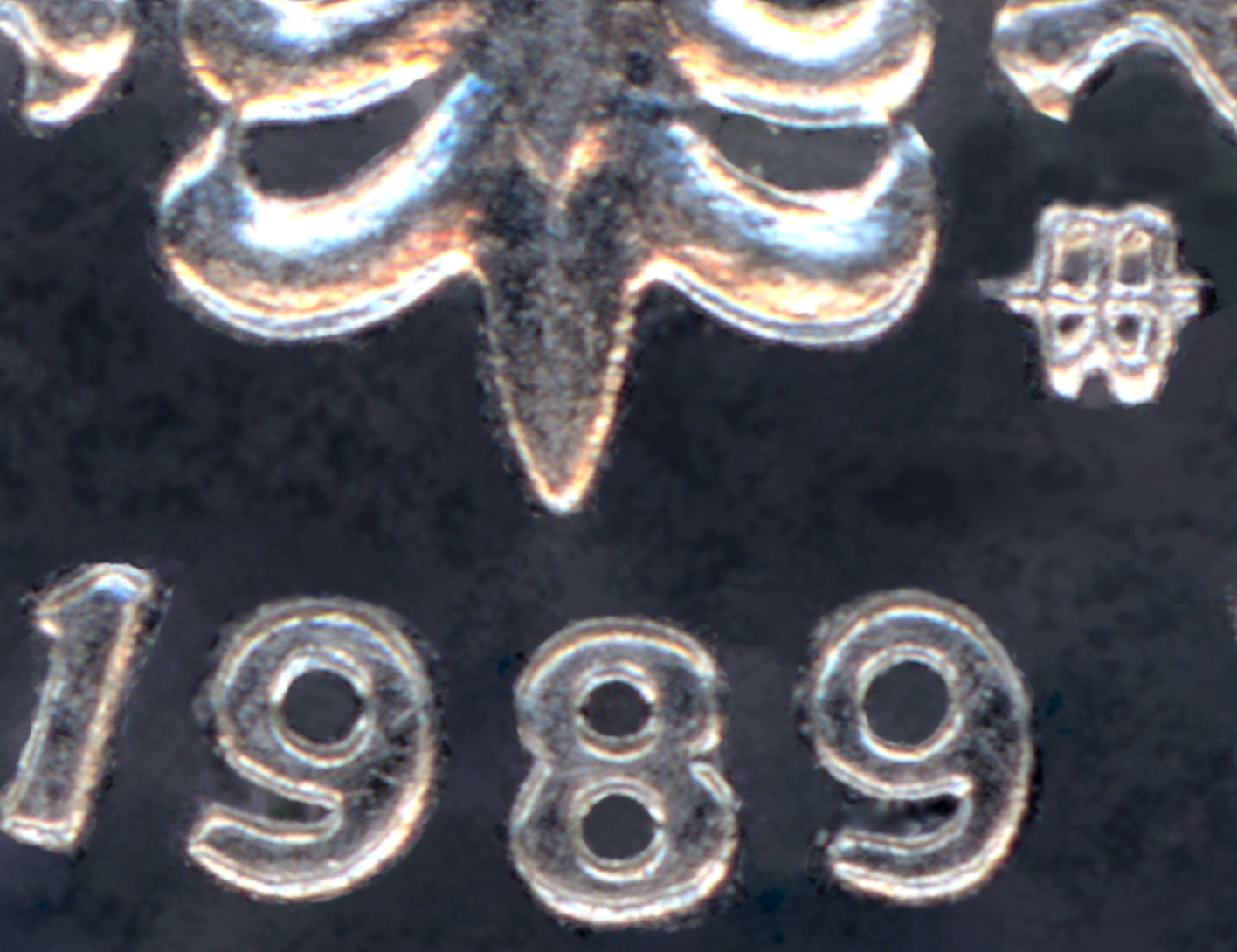
Znak menniczy na awersie monety – monogram składający się ze złączonych ze sobą pionowo liter m oraz w (skrót od: Mennica Warszawska)

Uchwałą sejmu warszawskiego z roku 1598 zakazano umieszczania na monetach herbów i znaków innych, niż znaki podskarbich.
Mennice oznaczano wyłącznie pierwszą literą nazwy miasta, w którym się
znajdowała. Na monetach wybitych widnieje:
- Bydgoszcz litera B,
- Poznań litera P,
- Olkusz litera I (Ilcusia),
- Lublin litera L,
- Wschowa litera F (łac. Fraustadium, niem. Fraustadt),
- Kraków litera K,
- Wilno litera W lub V (Vilna).

Oraz:
- WM lub MW – mennica warszawska (lata 1792-1795),
- MW – mennica warszawska (lata 1834-1850),
- B.M. (od rosyjskiego – Варшавская Moneta, czytaj warszawskaja monieta) – znak mennicy warszawskiej (lata 1850-1864),
- znak podobny do strzały, pochodzący z herbu Kościesza (lata 1925-1939),
- monogram „mw” (od roku 1965).

W numizmatyce polskie monety nie posiadające znaku menniczego oznaczane są jako 'b.z.' lub 'b.z.m.'

## Rosja

### Imperium Rosyjskie
- АМ – Anninsk (miejscowość obecnie w Kraju Permskim),
- БК – Moskwa,
- БМ – Petersburg,
- ВM – Warszawa – Mennica Warszawska (1850–1865),
- ЕМ – Jekaterynburg (1762-1876),
- ИМ – Iżora (Kołpino),
- КД – Moskwa,
- КМ – Kołpino,
- КМ – Koływań,
- ММД – Moskwa,
- НД – Moskwa,
- НДД – Moskwa,
- НДЗ – Moskwa,
- СП – Petersburg,
- СМ – Petersburg,
- СМ – Sestroreck,
- СМ – Suzun,
- СПБ – Petersburg (1724-1915),
- СПМ – Petersburg.

Za panowania Mikołaja II, szereg rosyjskich monet wybito poza granicami imperium:
- jedna gwiazda na rancie – Paryż (1896-1899),
- dwie gwiazdy na rancie – Bruksela (1897-1899).

Monety o nominale 1/4, 1/2, 1, 2 i 3 kopiejki z lat 1896-1898 zostały wybite w Birmingham, mimo że posiadają petersburski znak menniczy СПБ.
Monety 25 kopiejek z 1896 bite w Petersburgu i Paryżu są identyczne.
Monety bez znaku menniczego z lat 1915-1917 były bite w Petersburgu. Część monet 10 i 15 kopiejek z 1916 została wybita w Osace, od petersburskich różnią się one tym, że nie posiadają zarówno znaku menniczego, jak i liter na awersie (przy ogonie orła), podczas gdy na petersburskich na awersie widnieją litery ВС.

### Związek Radziecki i Rosja
Znaki mennicze ponownie pojawiły się na monetach rosyjskich w 1977, kiedy rozpoczęto wydawanie serii monet z okazji Olimpiady w Moskwie, chociaż nie wszystkie emisje okolicznościowe je posiadały. Na monetach obiegowych występują od 1990.
- Л – Leningrad,
- M – Moskwa,
- С·П – Petersburg,
- monogram ЛМД (Ленинградский монетный двор) – Leningrad,
- monogram ММД (Московский монетный двор) – Moskwa,
- monogram СПМД (Санкт-Петербургский монетный двор) – Petersburg.

## Słowacja
- MK w okręgu – Kremnica (od 1993).

## Stany Zjednoczone
- C – Charlotte,
- CC – Carson City,
- D – Dahlonega,
- D – Denver,
- O – Nowy Orlean,
- P – Filadelfia,
- S – San Francisco,
- W – West Point.

Nie wszystkie monety amerykańskie posiadają znaki mennicze. Początkowo, gdy w Stanach Zjednoczonych istniała tylko jedna mennica, nie było potrzeby oznaczania jej na monetach. Znaki mennicze zaczęto stosować w 1838, początkowo dla oznaczenia monet pochodzących z innych, niż filadelfijska, mennic. Znak tej ostatniej pojawił się po raz pierwszy dopiero w 1942. W latach 1965–67, nie widniały one na żadnych monetach USA. Obiegowe jednocentówki z początku lat osiemdziesiątych bite w San Francisco i West Point również ich nie posiadają.

## Szwajcaria
- A – Paryż (1850-1851, 1894),
- AB – Strasburg (1850),
- B – Berno,
- B. – Bruksela (1874),
- ligatura BA – Bazylea (1798),
- BB – Strasburg (1850-1851),
- S – Solura (1798-1799).

Monety ze znakami menniczymi BA i S emitowane były w czasach Republiki Helweckiej.
W latach 1970–1985, monety bite w mennicy berneńskiej nie posiadały znaku menniczego.
Monety półfrankowe z lat 1968–1969, jednofrankowe i dwufrankowe z roku 1968 oraz te o nominale 2 rappen z 1969, wszystkie bez znaku menniczego, pochodzą z mennicy londyńskiej. Część nakładu monet jednofrankowych z 1969 posiadających znak B oraz półfrankowych z 1970 bez znaku również została wybita w Londynie.

## Wielka Brytania
Początkowo nazwa miasta, w którym dana moneta została wybita, była umieszczana w legendzie, często w formie skróconej. Od 1334 do 1662 na monetach pojawiały się znaki mennicze w formie różnych symboli, znaków graficznych, niekiedy liter. W tym okresie poszczególne mennice często zmieniały stosowane oznaczenia. Znaki mennicze jedynie sporadycznie spotykane są na nowożytnych i współczesnych monetach brytyjskich. Należą do nich:
- B – Bristol (1696–1697),
- C – Chester (1696–1697),
- E – Exeter (1696–1697),
- E – Edynburg (1707–1709),
- H – Ralph Heaton & Sons, Birmingham (1874–1876, 1881–1882, 1912, 1918–1919)
- KN – Kings Norton Metal Company, Birmingham (1918–1919),
- N – Norwich (1696–1697),
- SOHO – Soho Mint, Handsworth, obecnie Birmingham (1797, 1799, 1806–1807),
- Y – York (1696-1697).

Oprócz tego, znaki mennicze umieszczane były na złotych monetach bitych w oddziałach mennicy brytyjskiej w koloniach za czasów panowania Wiktorii, Edwarda VII i Jerzego V:
- C – Ottawa (1908–1911, 1913–1914, 1916–1919),
- I – Bobmaj (1918),
- M – Melbourne (1872–1926, 1928–1931),
- P – Perth (1899–1931),
- S – Sydney (1871–1926),
- SA – Pretoria (1923–1932).

Ponadto, od 1662 do 1747, znaki graficzne lub oznaczenia literowe były stosowane celem oznaczenia pochodzenia kruszcu użytego do wybicia monet.

## Włochy
- B – Bolonia (1861),
- monogram BI – Birmingham (1893–1894),
- F – Florencja (1861),
- FIRENZE – Florencja (1861),
- H – Birmingham (1866-1867),
- K·B – Krupp's Berndorfer Metallwarenfabrik, monety prawdopodobnie wybite w Berlinie[16] (1894),
- M – Mediolan (1861-1887),
- N – Neapol (1861-1867),
- OM – Strasburg (1866-1867),
- R – Rzym,
- T – Turyn (1861-1867).

Monety bez znaku menniczego z lat 1862-1866 zostały wybite w Paryżu.